# Ibn Mu'adh al-Jayyani
Abd'Allah Muhammad Ibrahim al-Yayyani, [Abu Abd Allah Muhammad ibn Ibrahim ibn Muhammad ibn Mu'ad al-Sa'bani al-Yayyani], conocido como Ibn Mu'adh al-Jayyani, Ibn al-Sammak o Ibn Muad de Jaén el Joven, (Jaén,? - id. 1093) fue un matemático de Al-Ándalus, que destacó especialmente por sus investigaciones y aportes en trigonometría, que desligó por vez primera de los estudios de astronomía.
Se sabe que nació en Jaén, aunque se desconoce la fecha exacta. Miembro de una destacada familia jienense de juristas musulmanes. Algunos de sus antepasados fueron cadíes de Jaén, Sevilla y de Córdoba. Él mismo fue cadí de Jaén y visir de Sevilla. Viajó a Egipto con ocasión de su viaje a La Meca, donde entró en contacto con los matemáticos de la época en Oriente. Sus aportaciones fundamentales al conocimiento matemático fueron el hacer comprensible la razón matemática entre magnitudes inconmensurables que figuraba en el libro quinto de los Elementos de Euclides como razón racional; realizar la primera obra o tratado conocido de trigonometría esférica, en buena medida gracias a las aportaciones de los matemáticos egipcios, en el que resolvió varios teoremas y todos los problemas que se plantean en los triángulos esféricos cuando se conocen cuatro de sus elementos y, además, recoge de forma sistematizada el conocimiento matemático de la época.
Realizó el cálculo de la altura de la atmósfera -83,86 kilómetros-, sobre la base de cuatro parámetros que fueron: la circunferencia terrestre de 38.624,25 kilómetros, el tamaño relativo de la Tierra y el Sol en una relación 5,5 a 1 en radios terrestres, distancia media de la Tierra al Sol [1.110 radios terrestres] y ángulos de depresión de los crepúsculos. Dicho cálculo fue el usado durante casi 600 años en Europa hasta que Kepler lo modificó al introducir la variable de la refracción de la luz en la atmósfera. También  estableció un algoritmo para fijar los límites en la división astrológica, conocido como método ecuatorial de límites fijos, aunque no fue el primero, pero sí su solución fue original, y que fue usado para la proyección de rayos y una demostración del teorema del seno, el cálculo de los valores de la función tangente usando por vez primera la teoría de senos de Al-Jwarizmi.

## Obras

### Obras conservadas en árabe
- Risala fi Matrah al-su‘a‘at, libro manuscrito de 1265 que se conserva en la Biblioteca Medicea Laurenziana.
- Kitab Mayhulat qisi al-kura (Libro de las incógnitas de los arcos de la esfera. Se conservan dos manuscritos, uno de ellos en la Biblioteca del Real Monasterio de San Lorenzo de El Escorial, y otro en la Biblioteca Medicea Laurenziana de Florencia.
- Maqala fi Sarh al-nisba, con una sola obra conservada en la Biblioteca Nacional de Argel.

### Resto de obras
- Liber de Crepusculis matutino et vespertino., (traducido del árabe al latín por Gerardo de Cremona)
- Liber tabularon Iahem cum regulis suius, conocido por Tablas de Jaén, (Gerardo de Cremona).
- Sobre el eclipse de sol.